# Julius Beck
Julius Eskelund Beck (født 27. april 2005) er en dansk fodboldspiller, der spiller for Esbjerg fB, udlejet fra italienske Spezia, hvortil han kom i sommeren 2021 fra SønderjyskE.
Han er midtbanespiller og debuterede i Superligaen som en af de yngste spillere nogensinde.

## Karriere

### Sønderjyske
Beck er søn af Henrik Beck, der spillede i Haderslev FK (forløberen for Sønderjyske), og Julius Beck kom til at spille i klubben, der nu hed SønderjyskE. Her fik han superligadebut som en af de yngste spillere nogensinde, da han var 16 år og 12 dage gammel. Han fik yderligere to kampe i Superligaen i samme sæson.

### Spezia
Kort inden transfervinduet lukkede i sommeren 2021 kom Beck til Sønderjyskes italienske søsterklub,     Spezia Calcio. Her gjorde han det så godt, at han fik Serie A-debut i oktober 2022 som blot 17-årig og senere samme måned i en pokalkamp for klubben, i begge tilfælde som indskifter mod slutningen af kampen.

### AGF
Lige inden transfervinduet lukkede i sommeren 2023 lejede Spezia Beck ud til danske AGF for resten af sæsonen 2023-2024. Det blev dog kun til få førsteholdskampe for klubben, alle som indskifter, inden han i sommeren 2024 returnerede til Spezia.

### Esbjerg
Efter lejemålet i AGF fortsatte Beck på et nyt lejemål, denne gang i Esbjerg fB. Aftalen gjaldt for sæsonen 2024-2025 og indeholdt en købsoption.

## Landshold
Beck har spillet flere kampe på danske ungdomslandshold, især U/17-landsholdet, hvor han har spillet 12 kampe, samt U/18- og U/19-landsholdet.